# Mohamed Amine Aouamri
Mohamed Amine Aouamri (sinh ngày 18 tháng 2 năm 1983, ở Algiers) là một cầu thủ bóng đá người Algérie. Hiện tại anh thi đấu cho MC Oran ở Giải bóng đá hạng nhất quốc gia Algérie.

## Sự nghiệp câu lạc bộ
Ngày 4 tháng 6 năm 2009, Aouamri ký bản hợp đồng 2 năm cùng với USM Alger. Trong thời gian với câu lạc bộ, anh có 57 lần ra sân và ghi 5 bàn thắng.
Ngày 18 tháng 7 năm 2011, Aouamri ký bản hợp đồng 2 năm cùng với ASO Chlef, gia nhập theo dạng chuyển nhượng tự do.